# 无绳电话

室內無線電話和母機底座

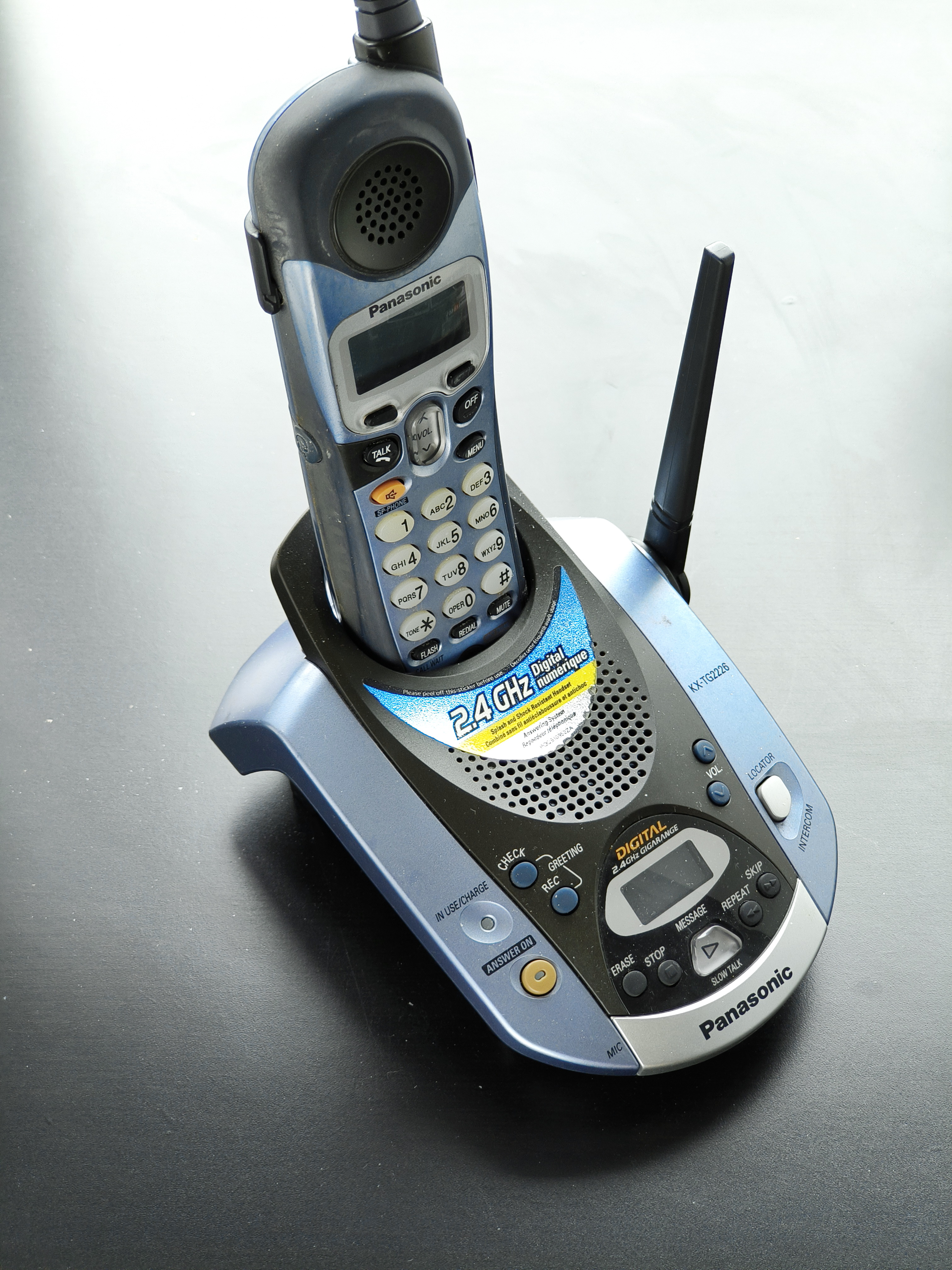
一款松下（Panasonic）製造的無線電話，型號為KX-TG2226B。這款電話使用2.4 GHz頻段，並且配備內建的答錄機

无绳电话、無線電話（英語：cordless telephone），又稱室內無線電話、可攜式電話（portable telephone），是一種包含有一個或多個手機（子機）及一個母機的電話，手機可以以無線電通訊方式透過母機而連線到公共交換電話網（PSTN）。其通訊範圍受限於無線電通訊距離，一般也較小。也有叫作“子母机系统”。

## 歷史
1965年，一位爵士音樂家Teri Pall發明了室內無線電話，但因其在設計時設定的有效距離太長以至於干擾太嚴重，她的發明無法商業化。於1968年，她把專利售予一家生產商。
1966年，一位美國的業餘無線電愛好者兼發明家George Sweigert 發明了全雙工無線電通訊設備，1969獲得專利，被譽為室內無線電話之父。
1974年，Douglas G. Talley在雙工無線電通訊頻道中加入控制能力，使得室內無線電話能通過語言頻道控制母機接上公共交換電話網，前且能進行撥號等動作。
1980年代，包括SONY在內的生產商把室內無線電話引進消費市場。

## 系统组成
无绳电话无法脱离母机通讯。母机是系统中负责信号转换的“网关”，它连接着公共交换电话网，可以是一台由天线和无线电收发装置的固定电话，也可以不具备打电话的功能，只是简单的收发信号。
一台母机可以支持1到多个子机（视信道支持数而定）。某些型号的子母机系统可以实现子母机任意2个终端的互相呼叫甚至电话会议，这种主机一般带有程控交换功能，价格比较昂贵。更常见的系统一般是同时只有一个终端可以通话，但是通话可以任意转接到其他的终端。例如母机可以把当前外线电话转给子机，自己也可以把通话转接给母机或者其他子机。每个自己使用独立信道，此信道事先与母机协商。

## 标准
| 分配年份   | 頻帶             | 頻率範圍,                                           | 頻道數目        | 使用制式                | 功率             |
| ---------- | ---------------- | --------------------------------------------------- | --------------- | ----------------------- | ---------------- |
|            | 1.7MHz           | 1.64 MHz - 1.78 MHz                                 | 5               | AM                      |                  |
| 1980       | 27MHz            |                                                     |                 |                         |                  |
| 1986       | 43MHz -50MHz     | 母機 43.72MHz - 46.97MHz, 子機 48.76MHz - 49.99 MHz | 10 (後加至25個) | FM                      |                  |
| 1988 -1992 | 1.9 GHz          | 1880 MHz - 1930 MHz 視國家而定                      | 96              | DECT                    | 10 mW, 峰值250mW |
| 1994       | 900MHz ISM band  | 902 MHz - 928 MHz                                   | 30              | FM、數碼、數碼搌頻      | 10 mW            |
| 1998       | 2.4 GHz ISM band | 2400Mhz - 2483.5MHz                                 | 90              | FHSS                    | 125 mw           |
| 2003       | 5.8 GHz          |                                                     |                 | 因為 2.4G過於繁忙而增加 |                  |
| 2005       | 1.9 GHz          | 1920 MHz - 1930 MHz                                 |                 | 美國制式DECT            | 4 mW, 峰值100mW  |

### 频率
1.7、27、43－50MHz 現都已經停產，原因是這些頻道都易受干擾同竊聽，當中以1.7、27MHz較為嚴重，1990年代被採用的43－50MHz 使用了FM技術，被干擾情況得以改善，但仍易被竊聽。由於波長較長，天線也較長。
900MHz頻道的室內無線電話至今份有廠商生產，在全世界仍被廣泛採用，使用這頻道的有多種制式，包括模擬、數碼及數碼展頻。900MHz多採用短的橡膠身天線。
其後，2.4GHz也開放給室內無線電話，由於使用人數太多，所以接著也開放5.8GHz的頻道。這些頻道的使用方式與900MHz大致相同。
而歐洲研發的DECT及日本研發的PHS制式就使用1.9GHz
某些生產商都聲稱較高頻的電話會有較清晰的話音同較遠的通訊距離，理論上較高頻率可以有較大的頻寬，會有較好的通話音質，但在物理學上的見解及實際理境中剛好相反（電磁場強度和距離平方成反比）：
- 基於弗林斯傳輸方程式（Friis transmission equation），較高頻率在傳送時會有較大損耗。因此有效通訊距離會較短。
- 在高頻頻段有很多其他數碼通訊設備，例如WiFi、藍牙、微波爐等，對電話的通訊做成干擾，因此音質下降。

事实上，所有美国的无绳电话使用900 MHz, 2.4 GHz或者5.8 GHz频段。新分配的1.9 GHz频段给欧洲的DECT电话标注使用。

### 制式
最期使用的制式是調幅（AM），易受干擾，也需要較長的天線才能有合理的傳送距離，而由於工作在較低頻寬有限，所能容納的頻道也有限。之後改用了抗干擾能力較強的調頻（FM），改善了干擾問題，但這類模擬制式都較容易被竊聽，頻寬的使用效率也偏低(這影響到同一頻寬下能容納多少人同時通話)。
隨著數碼技術的進步，以數碼形式通訊的通訊技術開始使用於室內無線電話，使用數碼通訊的好處是音質穩定，不會隨距離而劣化，不易被受外來干擾，即使受干擾噪聲也較低，難被竊聽，在同樣頻寬下能容納較多人同時通話。
數碼方式有以時分多址 TDMA方式，讓多人可以在同一頻帶內通訊，使用這種調制方式的有：歐洲的個人手持式電話系統DECT（使用FDMA、TDD及TDMA）同日本的PHS（使用TDD及TDMA）。
而另一更先進的數碼方式是展頻，將訊號分佈在較大的頻寬，有更強的抗干擾能力，而且頻寬使用效率更高，屬於展頻方式的技術有：跳頻（FHSS）、直接序列展頻技術（Direct-sequence spread spectrum，DSSS）。

## 专利
- 美國專利第174,465号 — 电报 — A. G.贝尔
- 美國專利第3,449,750号 — 双工无线电通讯和信令表 — G. H. Sweigert

## 参看
- CT2
- 数字加强无绳通讯 (DECT)在欧洲
- DCTS 在北美
- 個人手持式電話系統 (PHS，小灵通)在日本和中国
- 移动电话
- 无线电频率